# 维永 (萨尔特省)
维永（法語：Vion，法語發音：[vjɔ̃]）是法国萨尔特省的一个市镇，属于拉弗莱什区。

## 地理
维永（47°49'10"N, 0°14'20"W）面积20.04 平方千米，位于法国卢瓦尔河地区大区萨尔特省，该省份为法国西北部内陆省份，北起顺时针与奥恩省、厄尔-卢瓦省、卢瓦-谢尔省、安德尔-卢瓦尔省、曼恩-卢瓦尔省和马耶讷省接壤，是法国大西部的入口，连接卢瓦尔河谷、布列塔尼和巴黎盆地。
与维永接壤的市镇（或旧市镇、城区）包括：萨尔特河畔帕尔塞、库尔蒂耶、卢阿耶、普雷西涅、薩爾特河畔薩布萊、索莱姆。

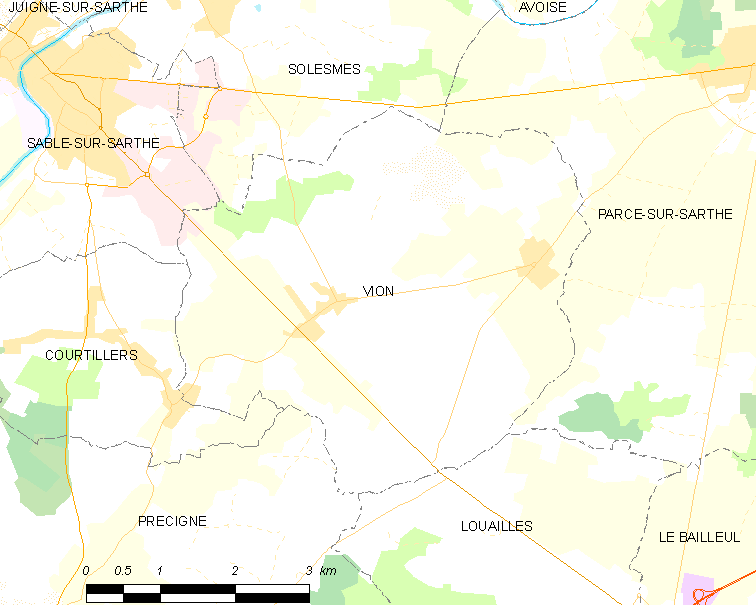
的OSM定位图

维永的时区为UTC+01:00、UTC+02:00（夏令时）。

## 行政
维永的邮政编码为72300，INSEE市镇编码为72378。

## 政治
维永所属的省级选区为萨尔特河畔萨布莱县。

## 人口

1962-2008年间人口变化图示

维永于2022年1月1日时的人口数量为1383人。